# Edgiva av Kent
Edgiva av Kent, född okänt år (senast 904), död 25 augusti 968, var drottning av Wessex, gift med kung Edvard den äldre. Hon har även kallats Eadgifu och Ediva. Hon spelade en framträdande roll under sina två söners regeringstider mellan 939 och 955.

## Biografi
Edgiva var dotter till Sigehelm, Ealdorman av Kent. 
Edgivas far avled i slaget vid Holme i East Anglia mot vikingarna 13 december 902. Hon ärvde Cooling av sin far, men förläningen togs istället av hennes fars fordringsägare, en man vid namn Goda. Hon hävdade att hennes far hade betalat lånet och att egendomen därför var hennes. Arvstvisten avgjordes slutligen av kungen, som konfiskerade egendomen av Cooling och gav det till Edgiva.
Enligt William av Malmesbury försköt kungen sin första hustru Elfleda för att gifta om sig med Edgiva. Eftersom Edgivas första barn med Edvard föddes år 920, förmodas Edvard ha förskjutit Elfleda och gift sig med Edgiva år 919. Paret fick fyra barn.
År 924 avled hennes make och efterträddes av hennes styvson Athelstan av England. Hon närvarade inte vid hovet under sin styvsons regeringstid, och det nämns att han gav tillbaka Cooling till Goda.
År 939 blev hennes egen son kung som Edmund I av England. Hennes äldre son efterträddes 946 av hennes yngre son Edred av England. Edgiva hade en framträdande offentlig ställning vid hovet under sina söners regeringstid, vilket illustreras av de många offentliga dokument hon bevittnade. I ett dokument från 942 finns hennes underskrift direkt efter hennes två söners men före ärkebiskoparna, biskoparna och hennes svärdotters. I ett dokument från 953 benämns hon som famula Dei, vilket tyder på att hon hade avlagt löfte som lekmannamedlem i en orden. 
År 955 avled hennes yngre son. I tronstriden mellan hennes svärsöner Edwy av England och Edgar av England valde hon att ställa sig på Edgars sida, och när Edwy vann striden, konfiskerade han därför en del av hennes gods som straff. Hon förlorade samtidigt sin framträdande ställning vid hovet. När Edwy efterträddes av hennes favoritsonson Edgar 959, återfick hon sin egendom av honom, men föredrog att stanna borta från hovet. Hon bevittnade sitt sista dokument 966.